# Ilhas de Raevski

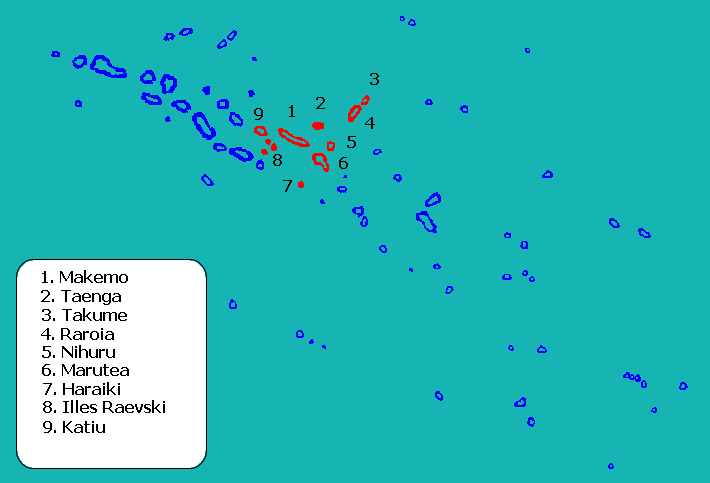
Localização das ilhas de Raevski (8) na comuna de Makemo

As Ilhas de Raevski (também chamadas de Raeffsky ou Raéffski) são um grupo de três pequenos atóis no centro do arquipélago de Tuamotu, na Polinésia Francesa. Todo este grupo de atóis é desabitado.

## Geografia
Os três atóis são: Hiti, Tepoto do Sul e Tuanake.
Formam um grupo de três atóis pequenos e próximos. Tepoto é considerado o mais pequeno atol do arquipélago de Tuamotu. A norte fica Tuanake, HiTi fica a 7 km a sudeste de Tuanake, e Tepoto a 17 km a sudoeste de ambos.

## História
O nome de Raevski deve-se a Fabian von Bellingshausen que ao chegar Tepoto, em 19820, assim o denomina, nome que mais tarde fora estendido a todo grupo. Em 1839, durante a expedição de exploração estadunidense de Porpoise o grupo é chamado de Sea Gull Group.

## Administração
Administrativamente, as ilhas de Raevski fazem parte da comuna de Katiu, comuna associada à de Makemo.